# Sankt-Hripsime-Kirche

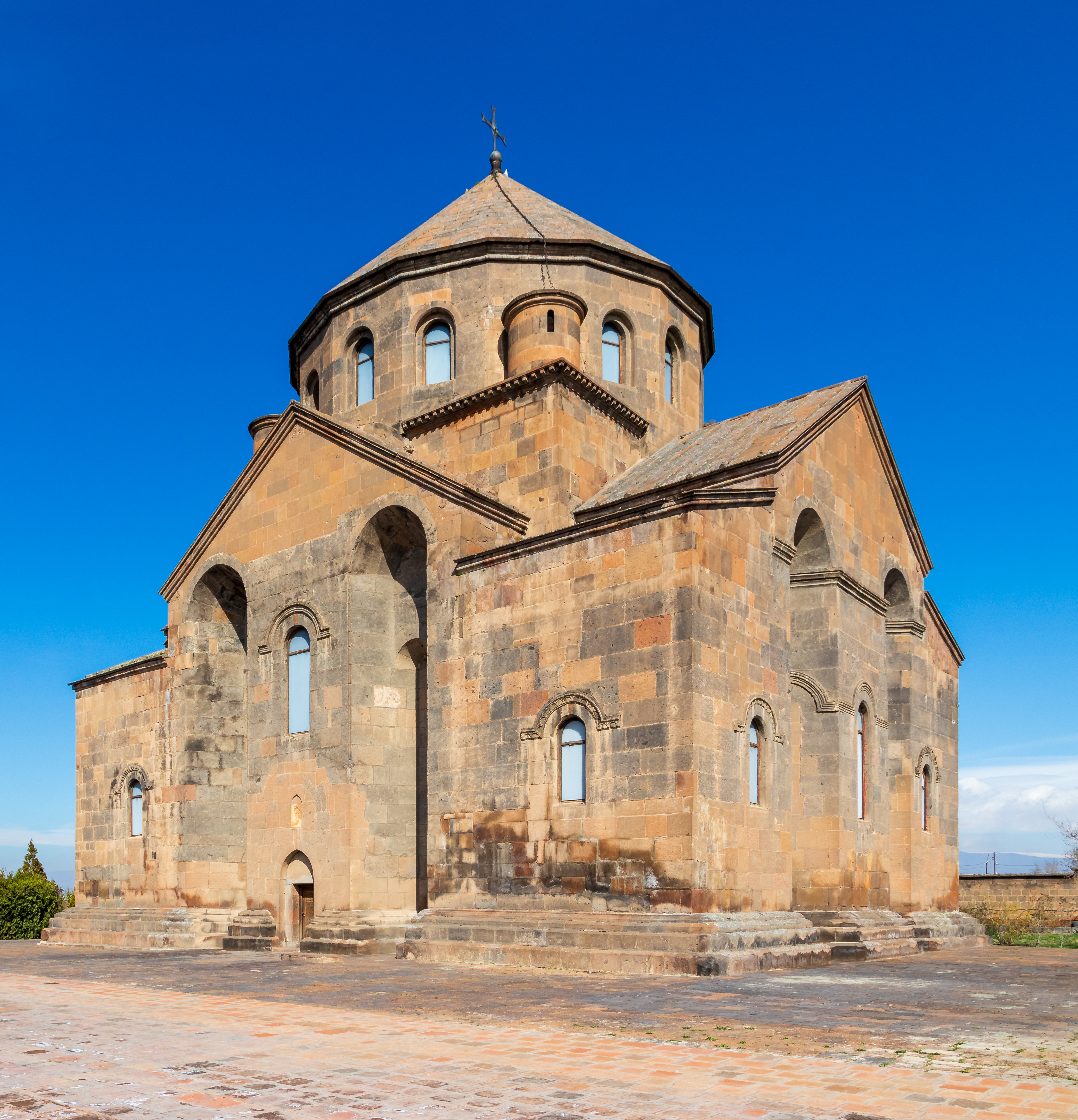
Außenansicht

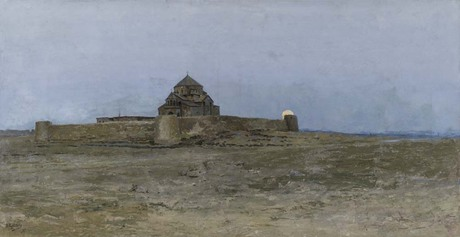
Vardges Sureniants (1866–1921): Sankt-Hripsime-Kirche, 1897, Öl auf Leinwand, 81 × 150 cm, Nationalgalerie Armeniens, Jerewan

Die armenisch-apostolische Sankt-Hripsime-Kirche (Surb Hripsime) in Etschmiadsin (Provinz Armawir, Armenien) wurde von Katholikos Komitas über dem von Isaak dem Großen gebauten Mausoleum der heiligen Hripsime errichtet und laut Inschriften über dem Westeingang und unter der Ostapsis sowie Angaben des Historikers und Zeitzeugen Sebeos im Jahr 618 vollendet. Die Kirche ist eine der ältesten erhaltenen des Landes und stellt einen vollständig ummantelten Tetrakonchos mit Strebenischen in den vier Ecken dar. Die frühchristliche armenische Sakralarchitektur hat in der Folge eine stilprägende Wirkung entfaltet. Die Hripsime-Kirche ist gemeinsam mit der westlicher und zentraler in der Stadt liegenden Kathedrale und zwei anderen Kirchen von Etschmiadsin seit 2000 als UNESCO-Weltkulturerbe gelistet.

## Geschichte

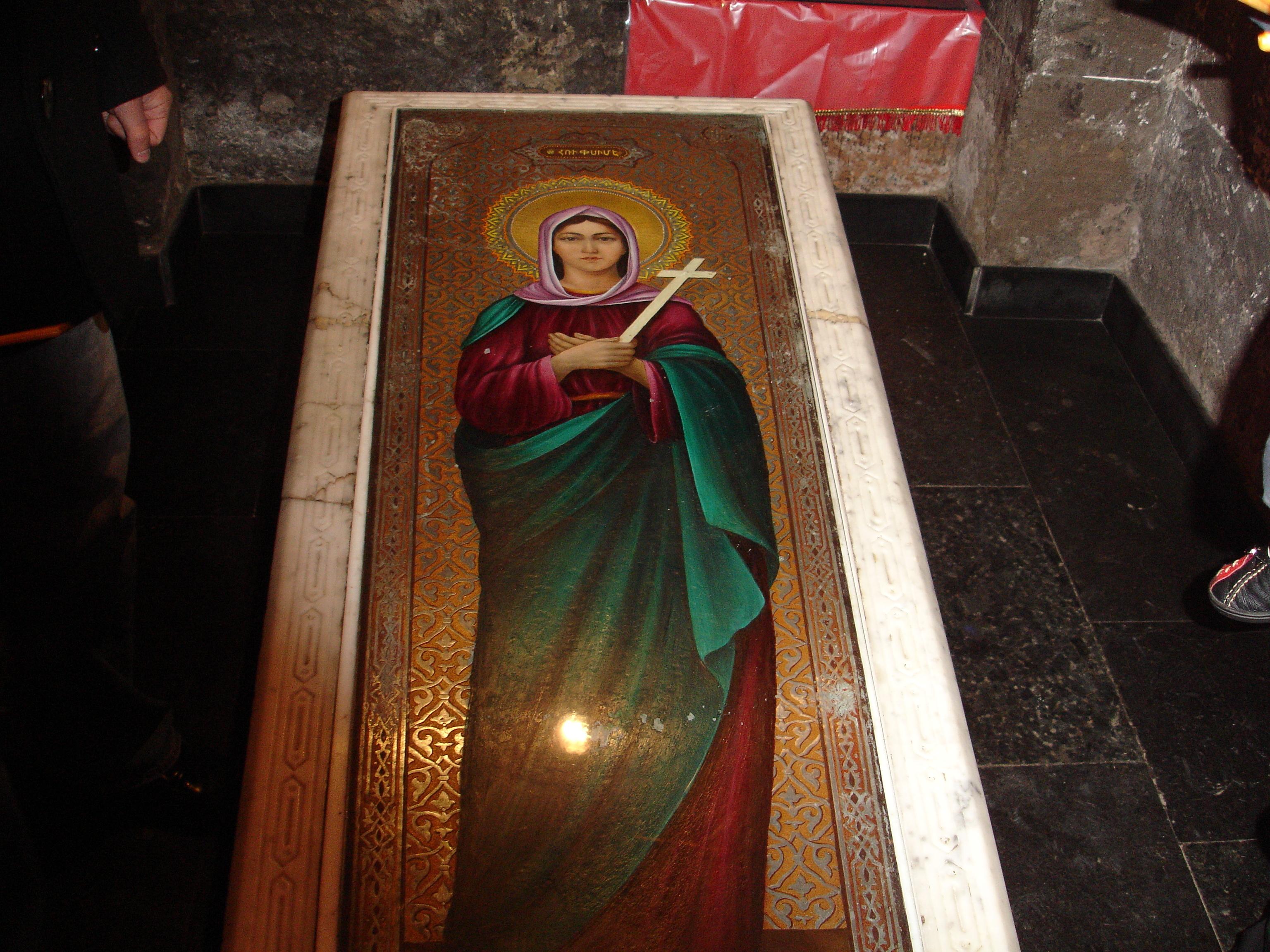
Grabstein der heiligen Hripsime

Sankt Hripsime wurde am Ort des Martyriums der Hripsime erbaut, das um das Jahr 300 stattfand und zur Konversion des armenischen Königs Trdat III. und des Volks zum Christentum führte. Der Vorgängerbau war ein Mausoleum für Hripsime vom Ende des 4. Jahrhunderts, vermutlich in Gestalt einer zweigeschossigen Doppelkapelle. Hripsime soll eine Verwandte des römischen Kaisers Claudius gewesen sein, die vor dem sie begehrenden Kaiser Diokletian mit 70 Jungfrauen und ihrer Lehrerin, der heiligen Äbtissin Gajane, aus einem römischen Kloster über Edessa nach Armenien floh. Dort wurde Trdat III. auf sie aufmerksam, doch auch ihm verweigerte sie sich, weil sie Nonne bleiben wollte, weshalb er sie enthaupten ließ.
Gajane und die Jungfrauen wurden an anderen Orten in Etschmiadsin hingerichtet, dort entstanden die gleich der Kathedrale von Etschmiadsin ebenfalls zum Weltkulturerbe zählenden Kirchen Surb Gajane und Surb Schoghakat. Der durch den armenischen Historiker Agathangelos 491 überlieferten Legende nach zeigte Jesus Gregor dem Erleuchter in einer Vision den Ort des Martyriums der Hripsime, indem er mit einem goldenen Hammer auf die betreffende Stelle schlug. Er forderte ihn auf, dort eine Grabstätte zu ihrem Gedenken zu errichten.

## Architektur

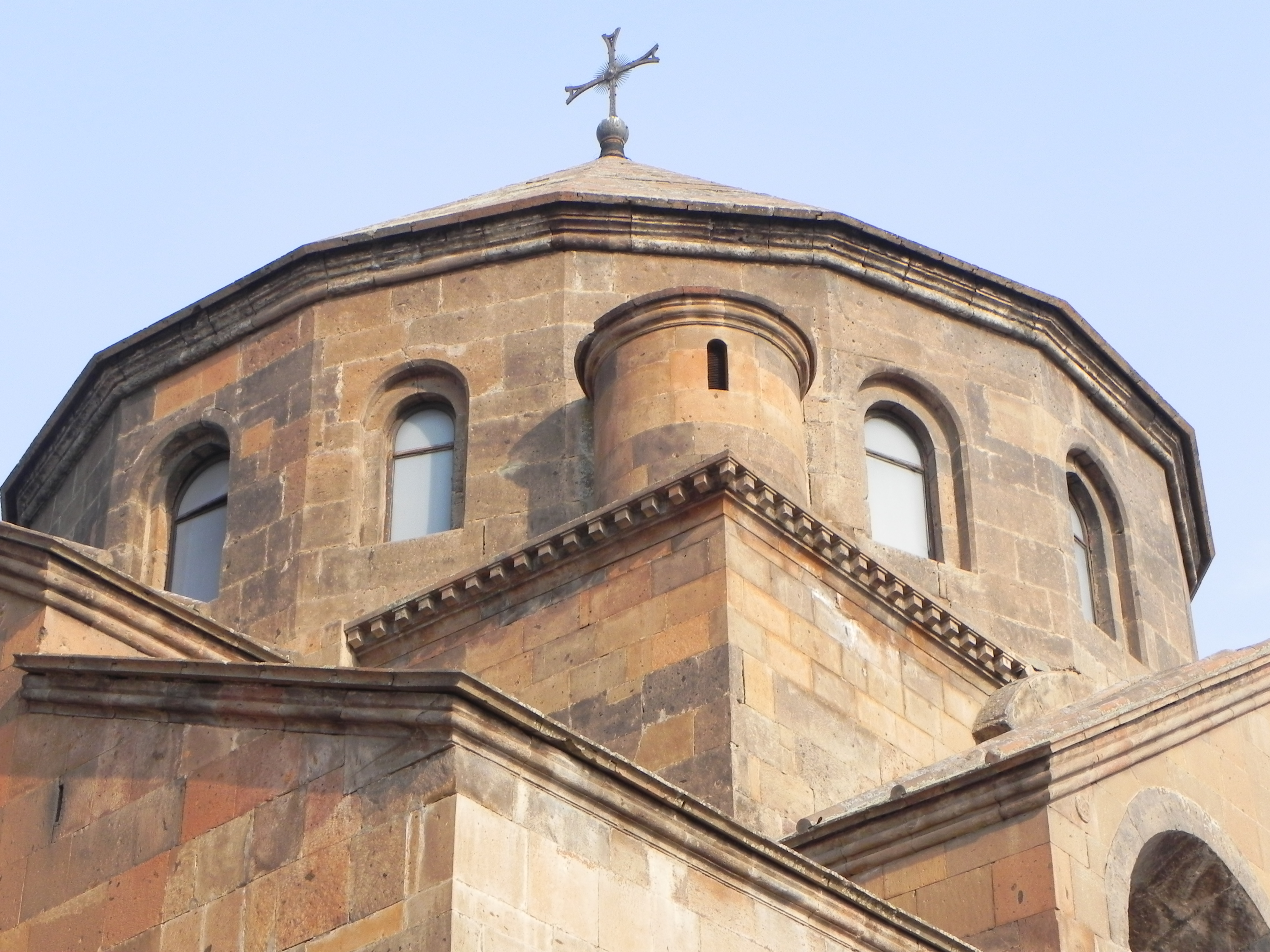
Sechzehnseitige Kuppel mit Eckturm

Die an einer Verbindungsstraße nach Jerewan liegende Kirche ist von einer Mauer mit Ecktürmen umgeben und hat vier nach außen hin eckig ummantelte Apsiden, in jede Richtung eine. Diese Bauform des Tetrakonchos ist ein besonderer Typ des armenischen Zentralbaus und fand auch bei anderen Kirchen zu dieser Zeit Anwendung, so bei denen in Awan, Gaharnovit und Sissian. Die Räume gruppieren sich sternförmig um die Kuppel, über deren Alter, ob original oder im 10. bis 11. Jahrhundert erneuert, die Experten uneins sind. Der Tambour ist sechzehnseitig und hat zwölf Fenster. Auf der Basis der Kuppel stehen vier Türme, die zum einen ihre Stabilität verstärken, zum anderen ihre polygonale Form optisch in den rechteckigen Grundriss der Kirche integrieren.
In den Ecken der Kirche befinden sich kleine begehbare Kammern. Das überwölbte Martyrion mit den Reliquien der heiligen Hripsime liegt unter der Ostapsis. Außer ihr sind drei Katholikoi aus der ersten Hälfte des 18. Jahrhunderts in der Kirche beerdigt sowie einige Chatschkars aufgestellt. Insgesamt orientiert sich die Gestaltung des durch die leichte Bauweise relativ großen Innenraums vor allem an der vertikalen Achse unter der Kuppel.
In die Mauer sind seitlich der Apsiden Nischen eingearbeitet, die bis zur Fassadenhöhe reichen, und unter der Kirche ein Tiefparterre, um die Stabilität bei Erdbeben, denen St. Hripsime bis heute standgehalten hat, zu erhöhen. Dank zwölf Rippen in gleichem Abstand ist die Kirche aus leichterem Material erbaut, was den konischen Apex, also die Kuppelspitze, entlastet sowie den Schwerpunkt niedrig hält. Diese Maßnahmen erhöhen die Widerstandskraft gegen die an der Oberfläche auftretenden Rayleigh-Wellen bei einem Erdbeben.
Die Kirche Sankt Hripsime ist namensgebend für den armenischen Zentralbautyp Awan-Hripsime, dessen vier Konchen durch seitliche Eckräume zu einem komplexen Grundriss erweitert sind und der eine Vergrößerung und statische Verbesserung gegenüber dem Mastara-Typ darstellt. Dem gegenüber steht die Mitte des 7. Jahrhunderts erbaute, zwei Kilometer entfernt gelegene Kathedrale von Swartnoz, deren Tetrakonchos von einem äußeren kreisrunden Umgang stabilisiert wurde.
Der armenische Historiker Arakel von Täbris berichtet als Zeitzeuge, dass die Kirche von 1651 bis 1653 renoviert wurde. Dabei wurde unter anderem an die Westseite ein kleiner Portikus angebaut. 1751 entstand ein Altarbild aus eingelegtem Perlmutt, welches von dem hohen Niveau zeugt, das das Kunsthandwerk zu jener Zeit in Armenien hatte. 1790 wurde vor dem Westportal ein von vier Pfeilern gestützter, zweigeschossiger Glockenturm errichtet, dessen Zeltdach auf einer oktogonalen Rotunde mit acht Säulen ruht.
Bei Renovationen von 1959 bis 1962 wurde unter dem großen, relativ niedrigen Tambour ein System von insgesamt 24 Trompen freigelegt. Ebenfalls zu dieser Zeit entdeckte man Überreste aus vorchristlicher Zeit unter der Kirche.

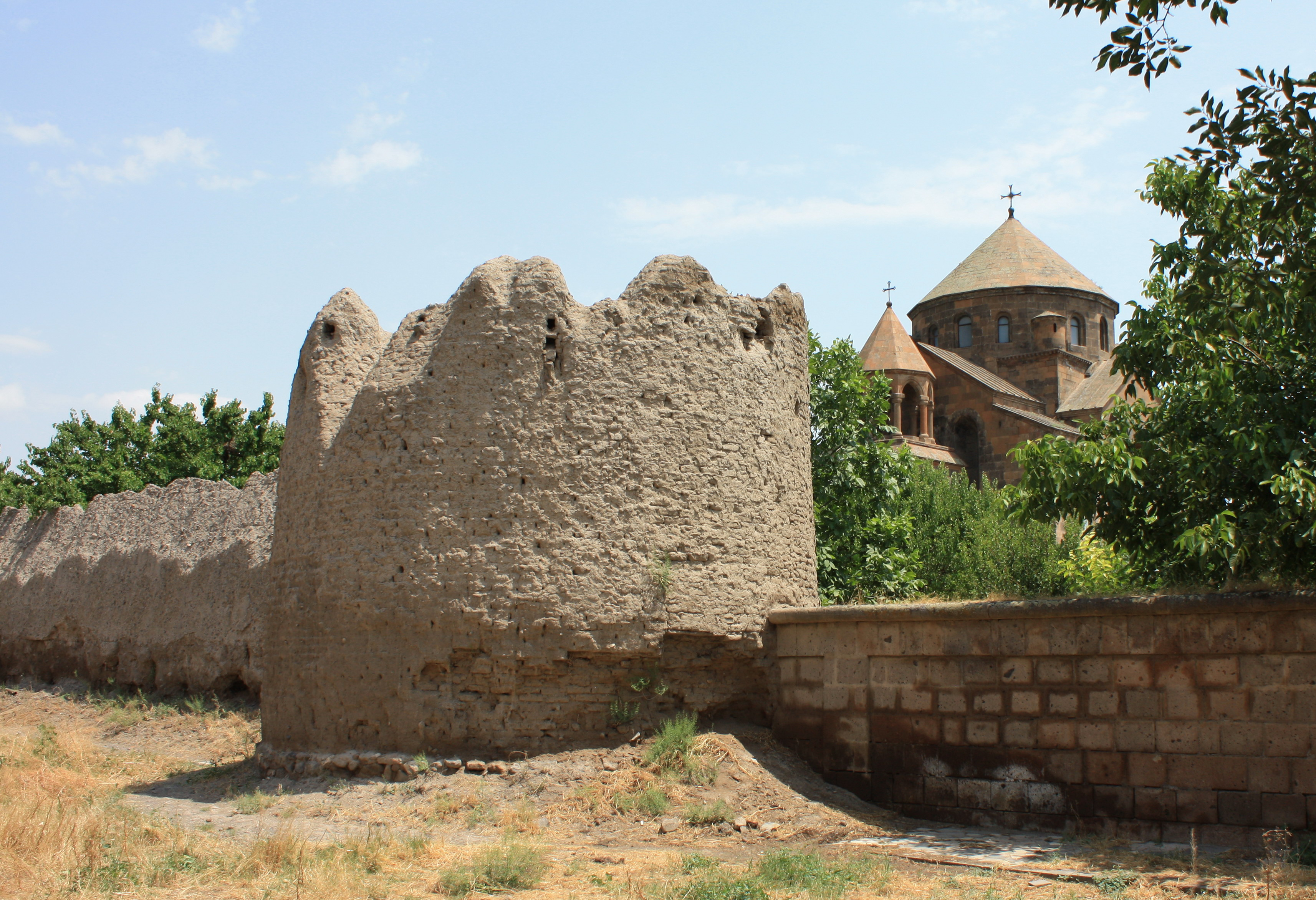
Umfassungsmauer
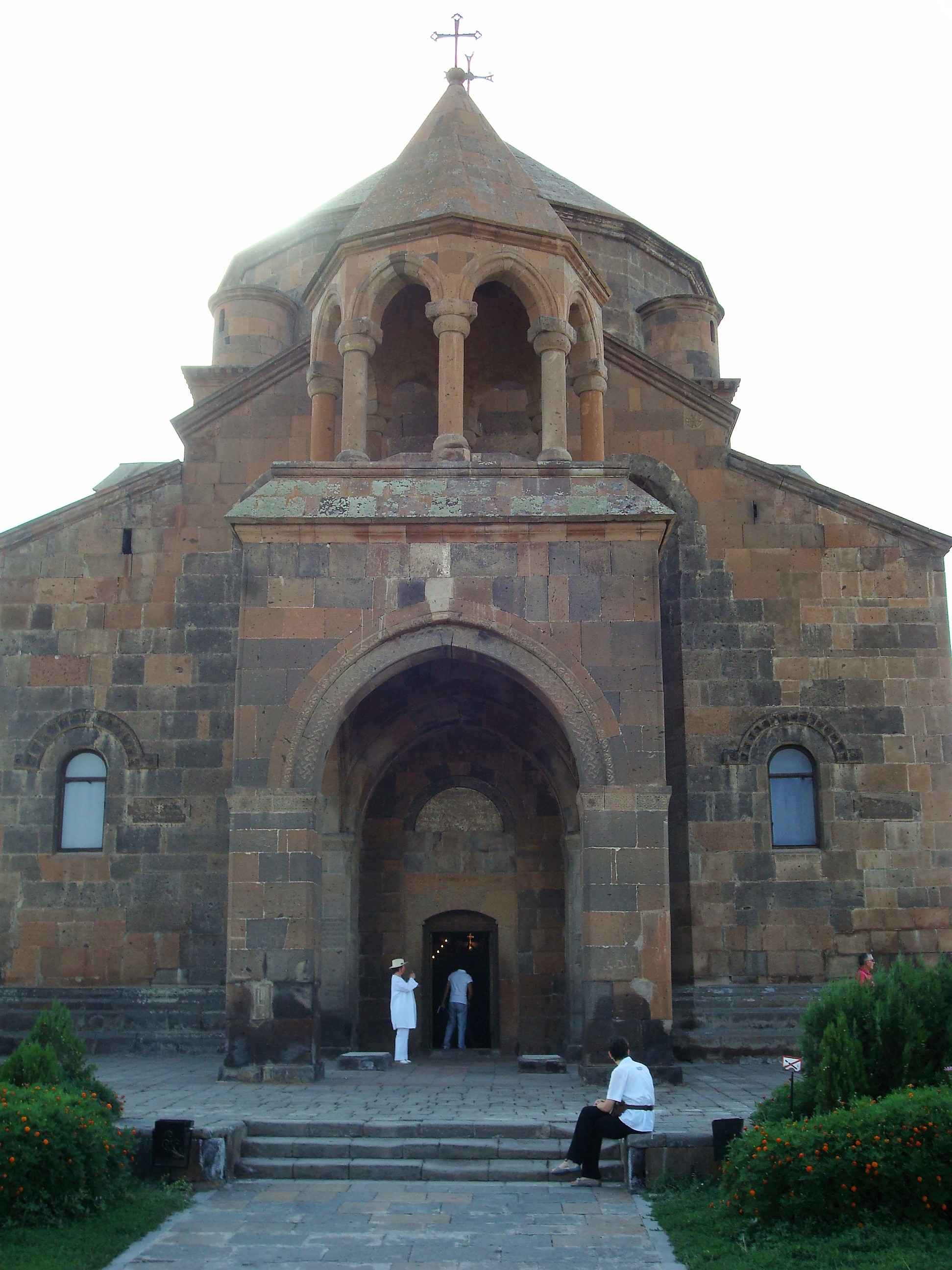
Blick von Westen auf Sankt Hripsime
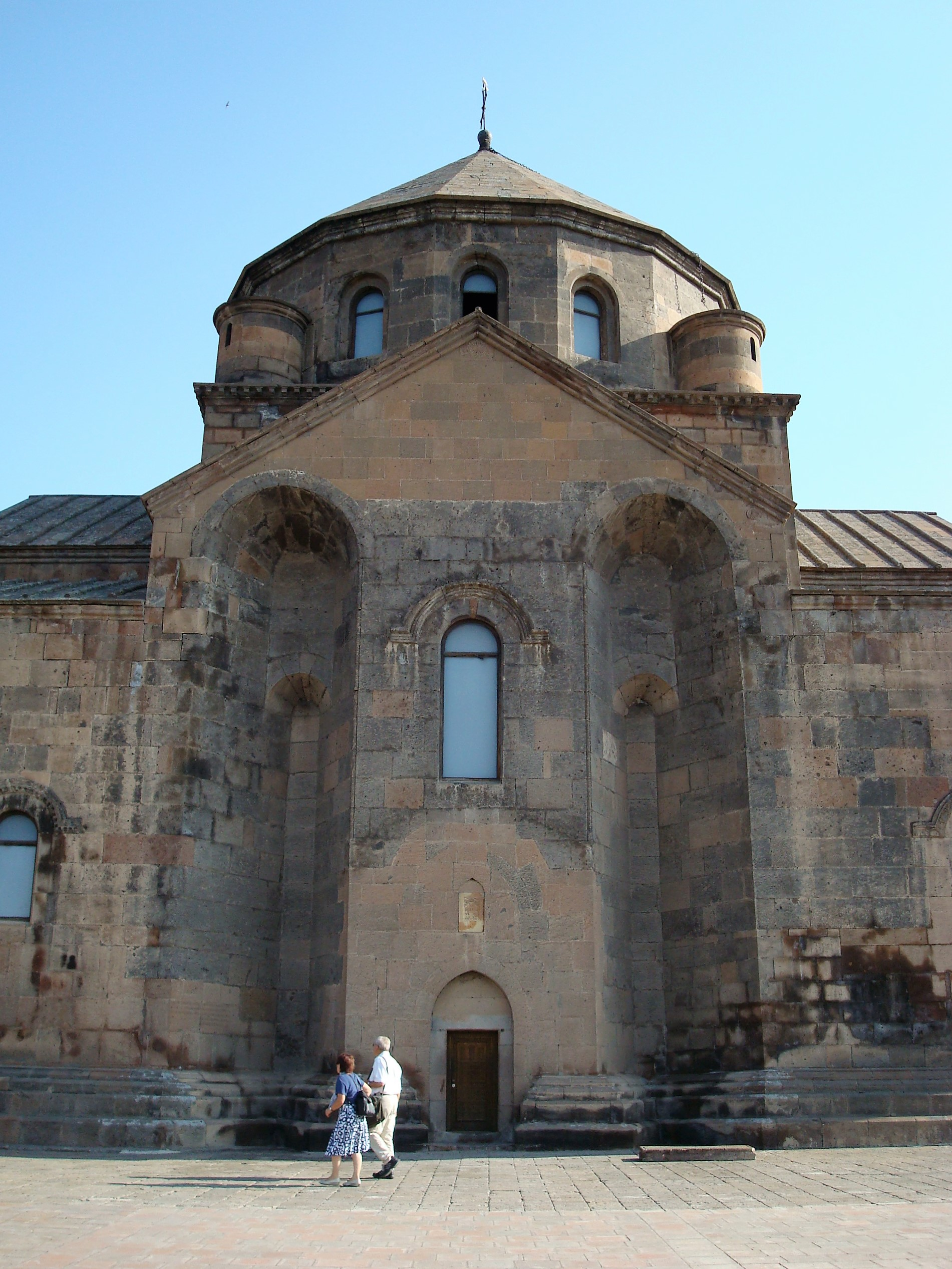
Südapsis mit Nischen
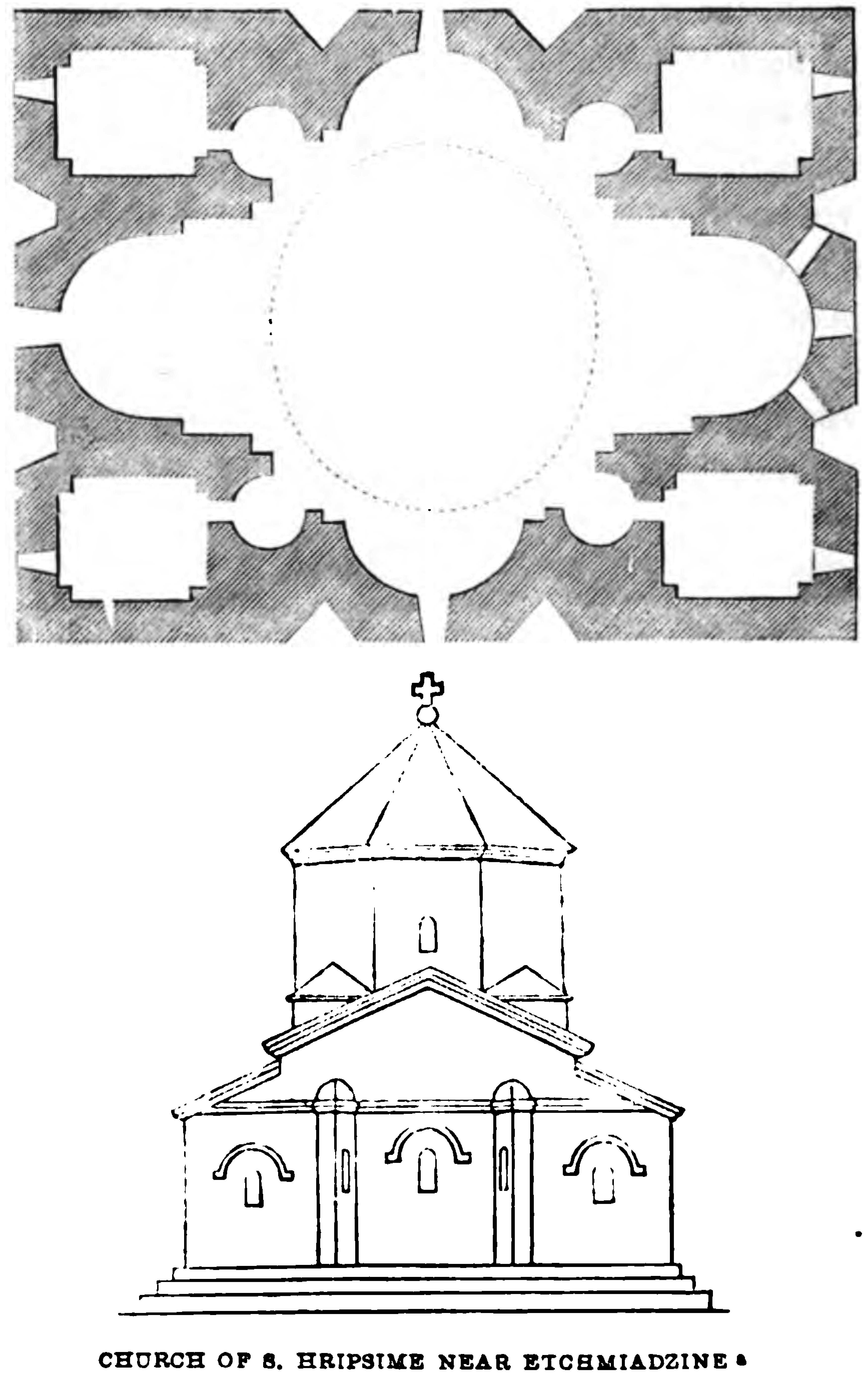
Grundriss
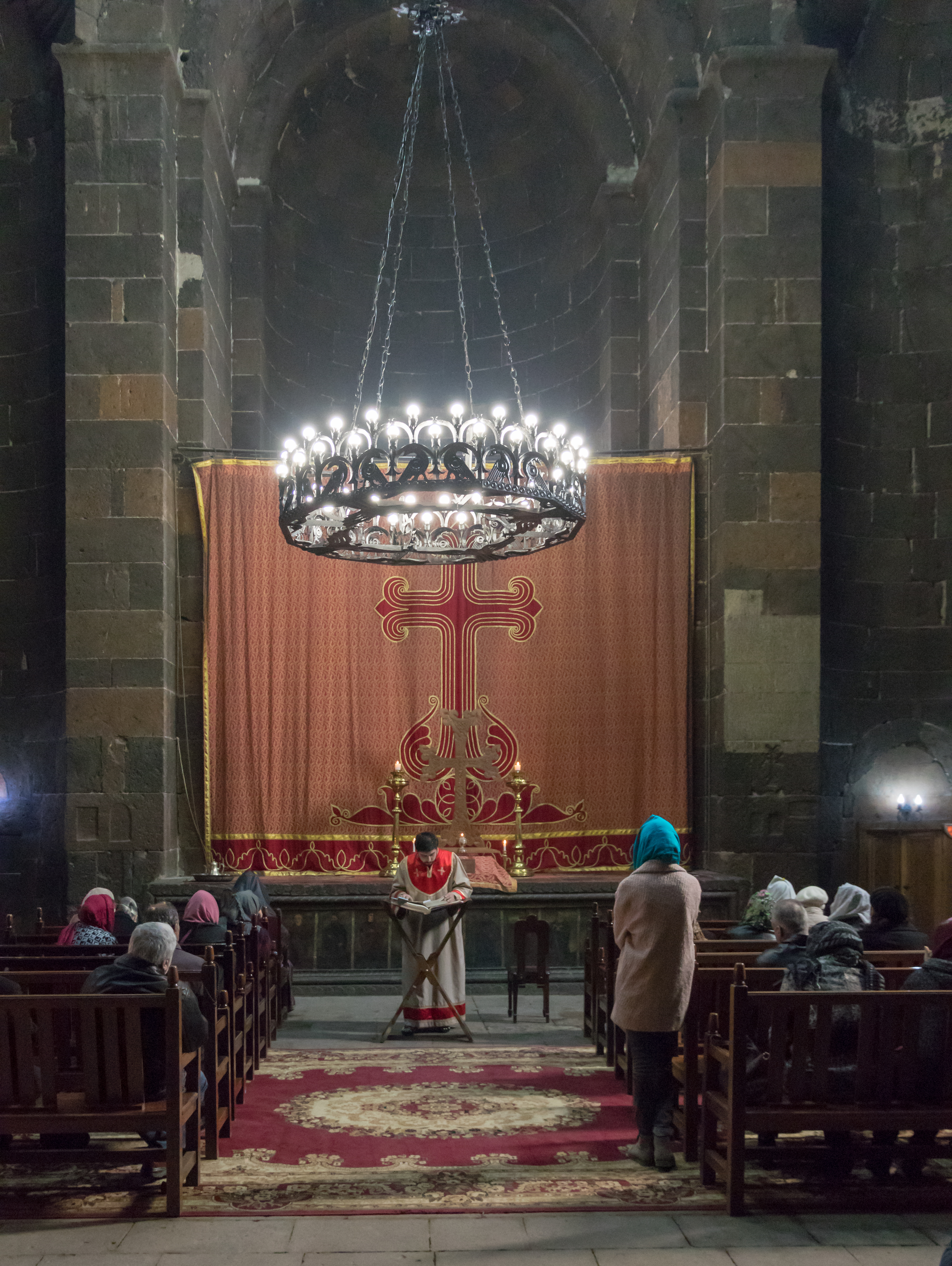
Innenraum
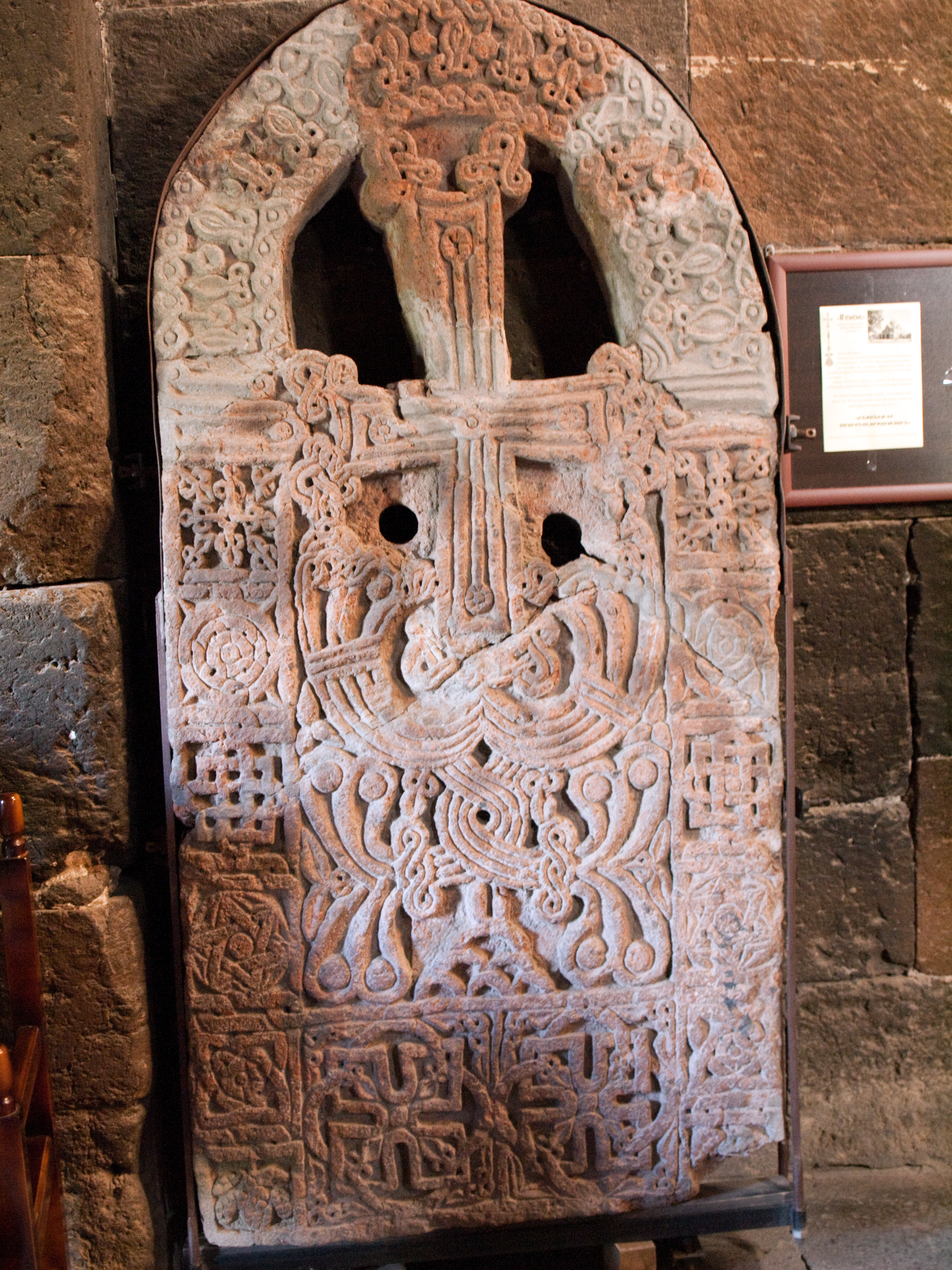
Chatschkar im Kircheninneren